# Eel Ground

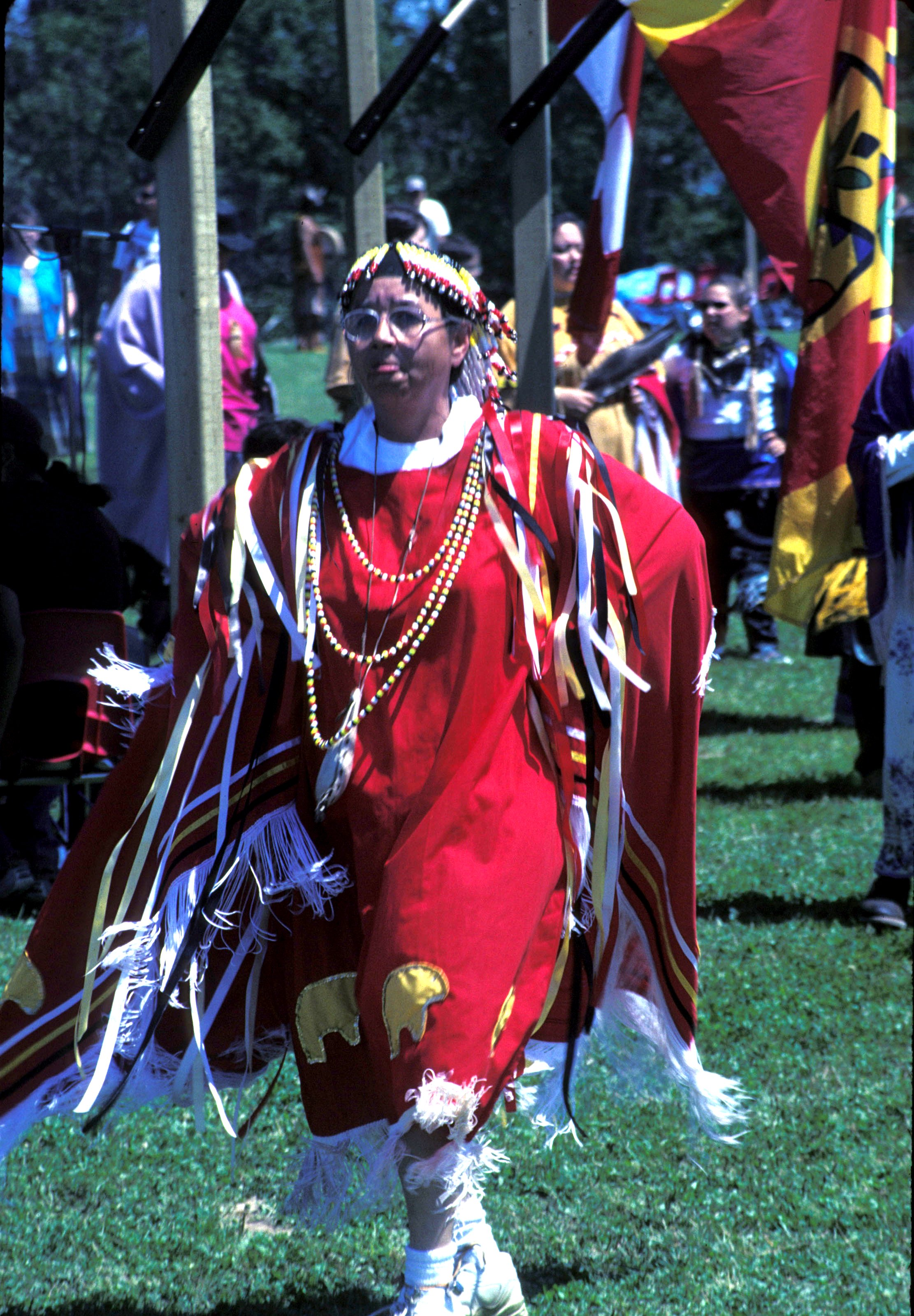
Le pow wow d'Eel Ground, en 2000.

Eel Ground ou Natoaganeg (en forme longue : la Première nation d'Eel Ground ou la Première nation de Natoaganeg) est une Première Nation micmacque de la province canadienne du Nouveau-Brunswick. Elle possède trois réserves indiennes : Big Hole Tract 8 (moitié sud), Eel Ground 2 et Renous 12.

## Géographie
Le noyau villageois de la Première Nation est nommé Eel Ground et est situé dans le territoire de la réserve indienne Eel Ground 2. La Première Nation possède aussi les réserves Big Hole Tract 8 (moitié sud) et Renous 12. Toutes ces réserves sont situées dans le comté de Northumberland.

### Eel Ground 2
Eel Ground 2 (46° 57′ 55″ N, 65° 37′ 43″ O) est situé à six kilomètres de route au sud-ouest du quartier de Newcastle, dans Miramichi, sur la rive gauche (nord) de la rivière Miramichi Nord-Ouest. La réserve est limitrophe de la paroisse de Northesk à l'ouest et au nord, de la paroisse de Newcastle au nord-est, de Miramichi à l'est et de la paroisse de Southesk au sud.
La route 425 traverse le village. Elle rejoint la route 8 deux kilomètres à l'est. Miramichi est aussi accessible par train, par autobus et par avion.

### Renous 12
Renous 12 (46° 49′ 14″ N, 65° 46′ 43″ O) est situé à 40 kilomètres de route au sud-ouest de Miramichi. Elle est située sur la rive droite (est) de la rivière Miramichi Sud-Ouest. De forme rectangulaire, la réserve compte quelques résidences. Elle est limitrophe de Renous-Quarryville à l'ouest et de la paroisse de Nelson sur les autres côtés. Elle est accessible par la route 118 et par la route 8 via le pont du chemin quarryville et la route 108.

### Big Hole Tract 8 (moitié sud)
Big Hole Tract 8 (moitié sud) (47° 01′ 27″ N, 65° 49′ 51″ O) est situé à 35 kilomètres de route au nord-ouest de Miramichi, au bord de la Petite rivière Miramichi Nord-Ouest. Son territoire est de forme grossièrement rectangulaire et compte quelques résidences. La réserve est limitrophe de Big Hole Tract 8 (moitié nord) au nord-est et de la paroisse de Northesk sur les autres côtés. La réserve Big Hole Tract 8 (moitié nord) est gérée par la Première Nation de Metepenagiag.
La réserve est accessible par le chemin Northwest via les routes 425 ou 430 ou encore par le chemin Maple Glen via la route 435.
Le territoire est en grande partie forestier. La berge de la rivière est abrupte mais l'altitude maximale ne dépasse pas 40 mètres.

## Histoire
La réserve d'Eel Ground 2, d'une superficie de 2 682 acres, est établie le 10 janvier 1789.
En 1825, le territoire est touché par les Grands feux de la Miramichi, qui dévastent entre 10 000 km2 et 20 000 km2 dans le centre et le nord-est de la province et tuent en tout plus de 280 personnes,.

## Économie
Entreprise Miramichi, membre du Réseau Entreprise, a la responsabilité du développement économique.

## Administration
| Mandat      | Fonctions   | Nom(s) |
| ----------- | ----------- | --- |
| 2010 - 2012 | Chef        | George Ginnish |
| 2010 - 2012 | Conseillers | Anthony Francis, Emerson Francis, Robert Francis, Kenneth Larry, Kris McKay, Willie Sark, Helen Ward, Joseph L. Ward, Wilfred Ward. |

|  | Indépendant | 2010- | George Ginnish |

## Vivre à Eel Ground
Le détachement de la Gendarmerie royale du Canada le plus proche est situé à Sunny Corner. Le bureau de poste le plus proche est quant à lui à Miramichi.